# Elementi del gruppo 12

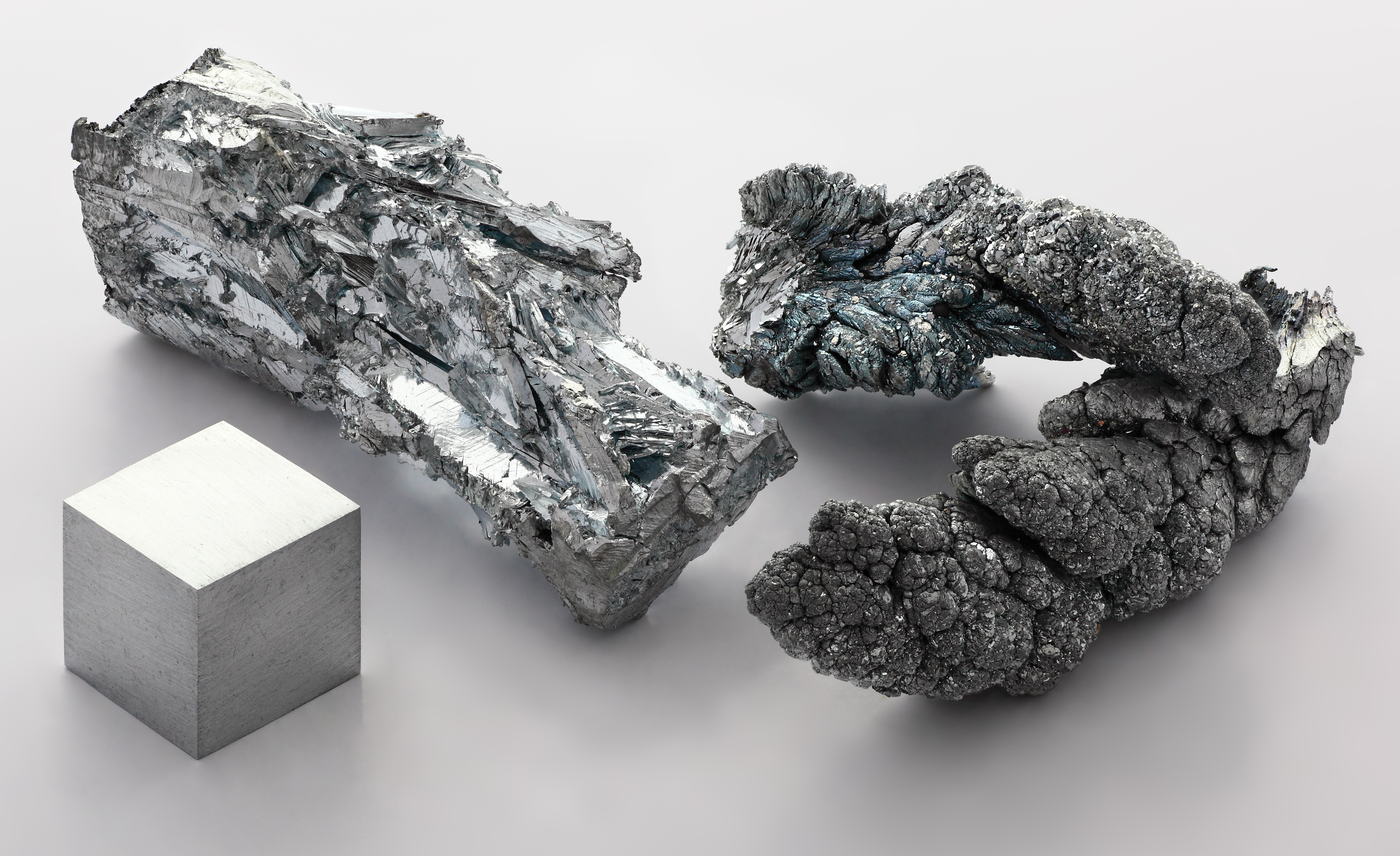
Campioni di zinco puro al 99,995%

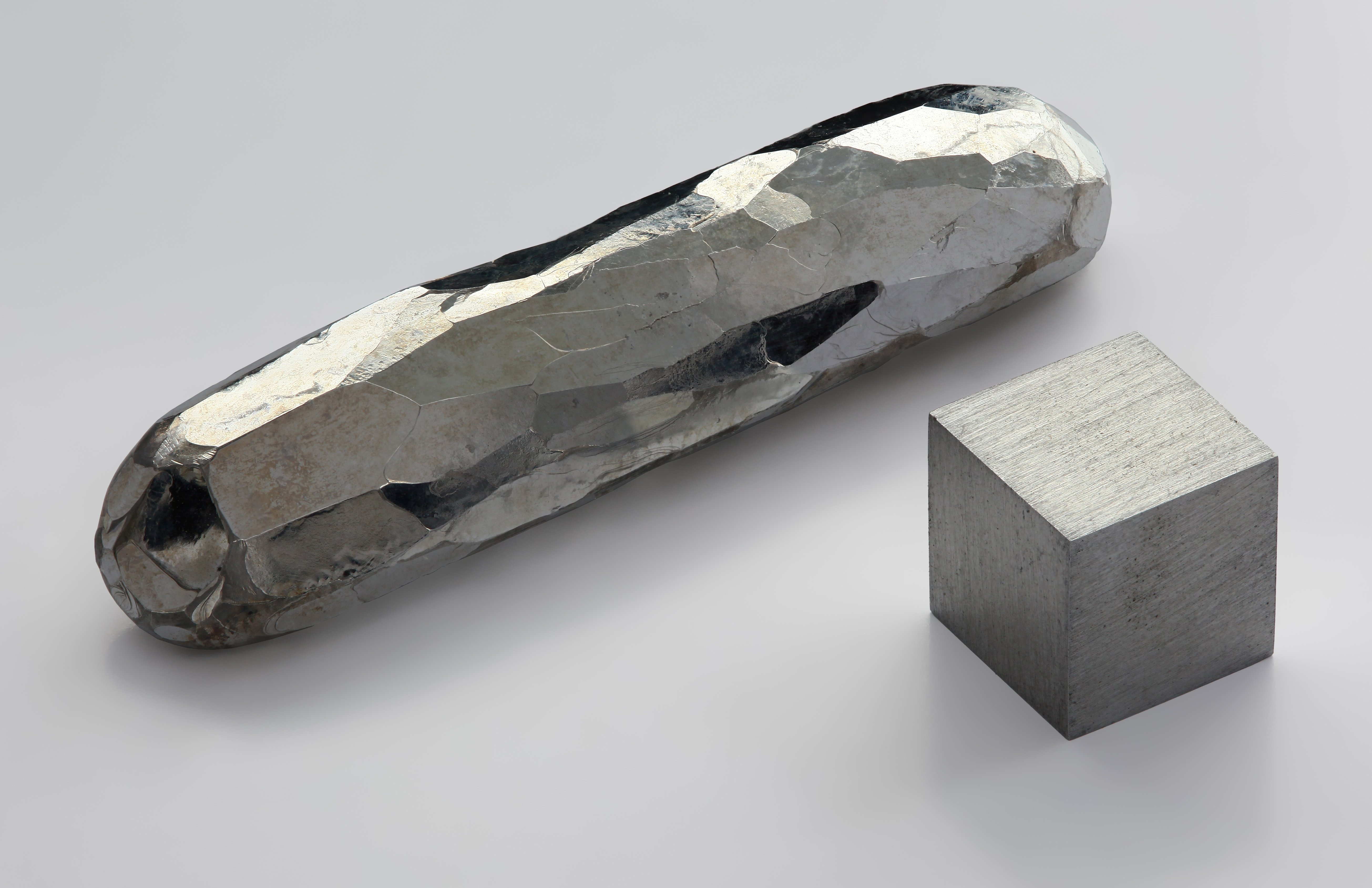
Campioni di cadmio puro al 99,999%

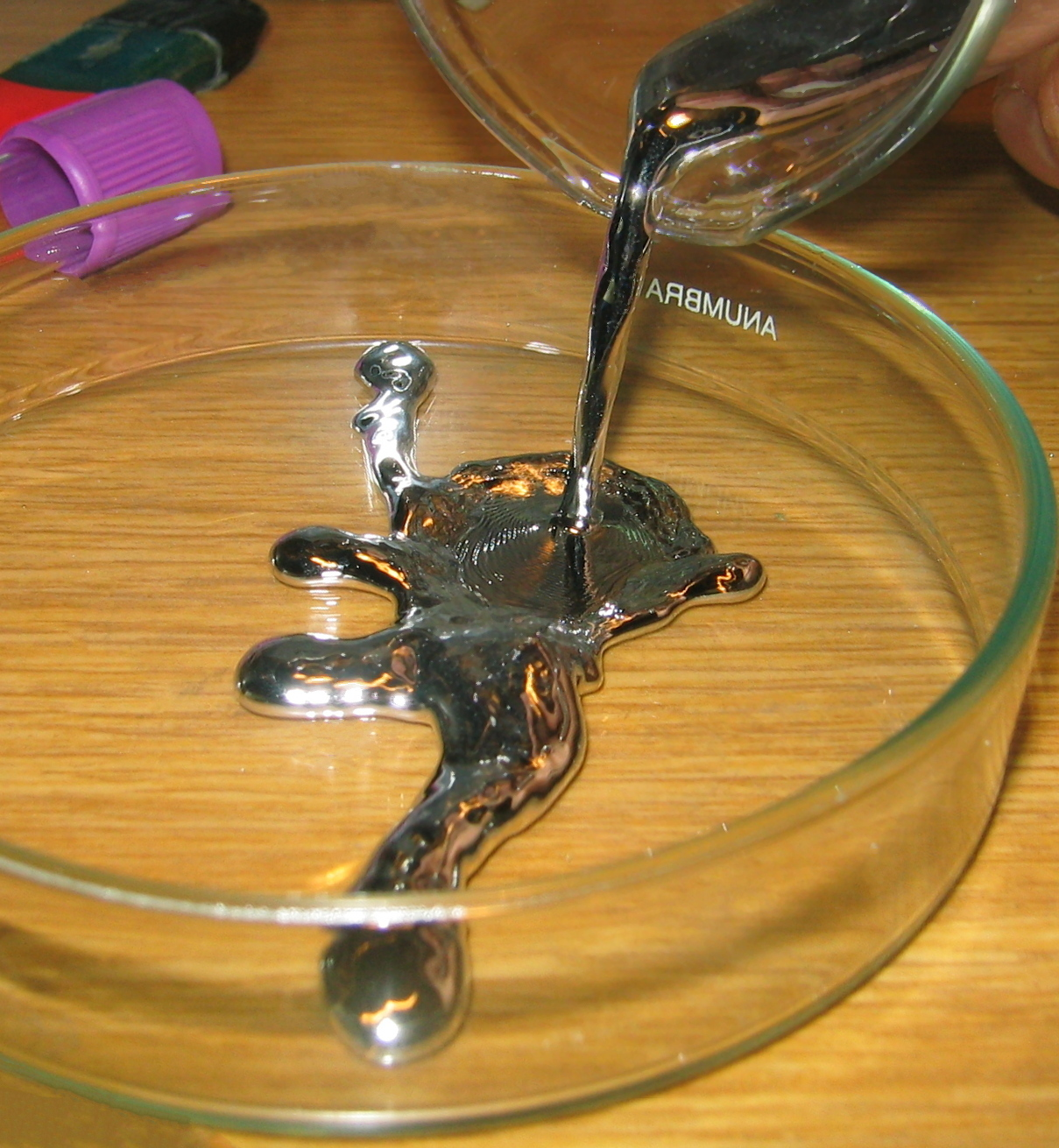
Campione di mercurio

Gli elementi del gruppo 12 della tavola periodica sono: zinco (Zn), cadmio (Cd), mercurio (Hg) e copernicio (Cn). Nella nomenclatura precedente questo gruppo era denominato IIB o IIA a seconda di diverse convenzioni usate in Europa e negli Stati Uniti d'America. Zinco e mercurio sono elementi noti sin dai tempi antichi, mentre il cadmio fu scoperto nel 1817 in Germania da Friedrich Stromeyer. Il copernicio è un elemento artificiale; ne sono stati prodotti solo pochi atomi e le sue proprietà chimiche sono sconosciute.

## Fonti

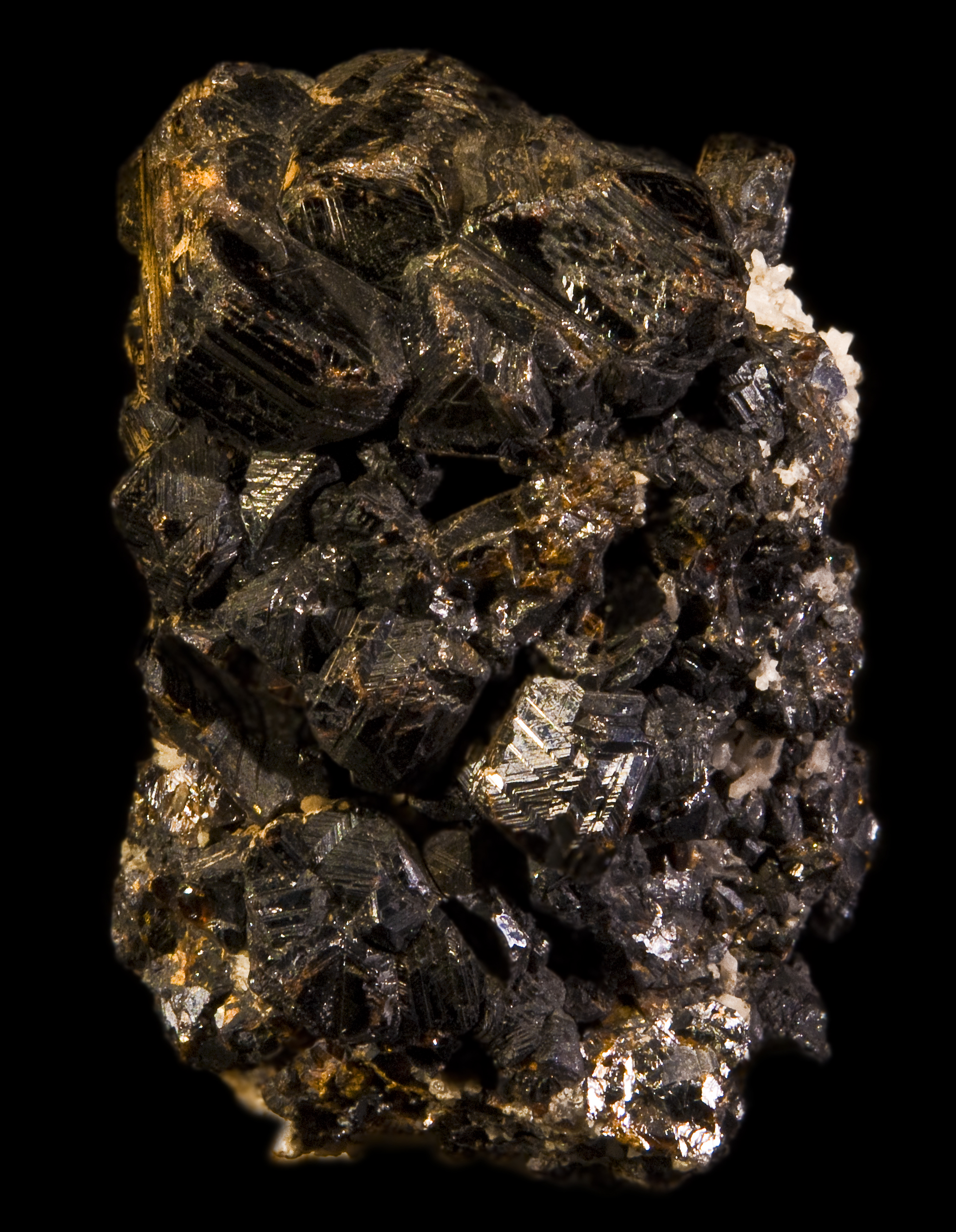
Campione di sfalerite, il più importante minerale dello zinco

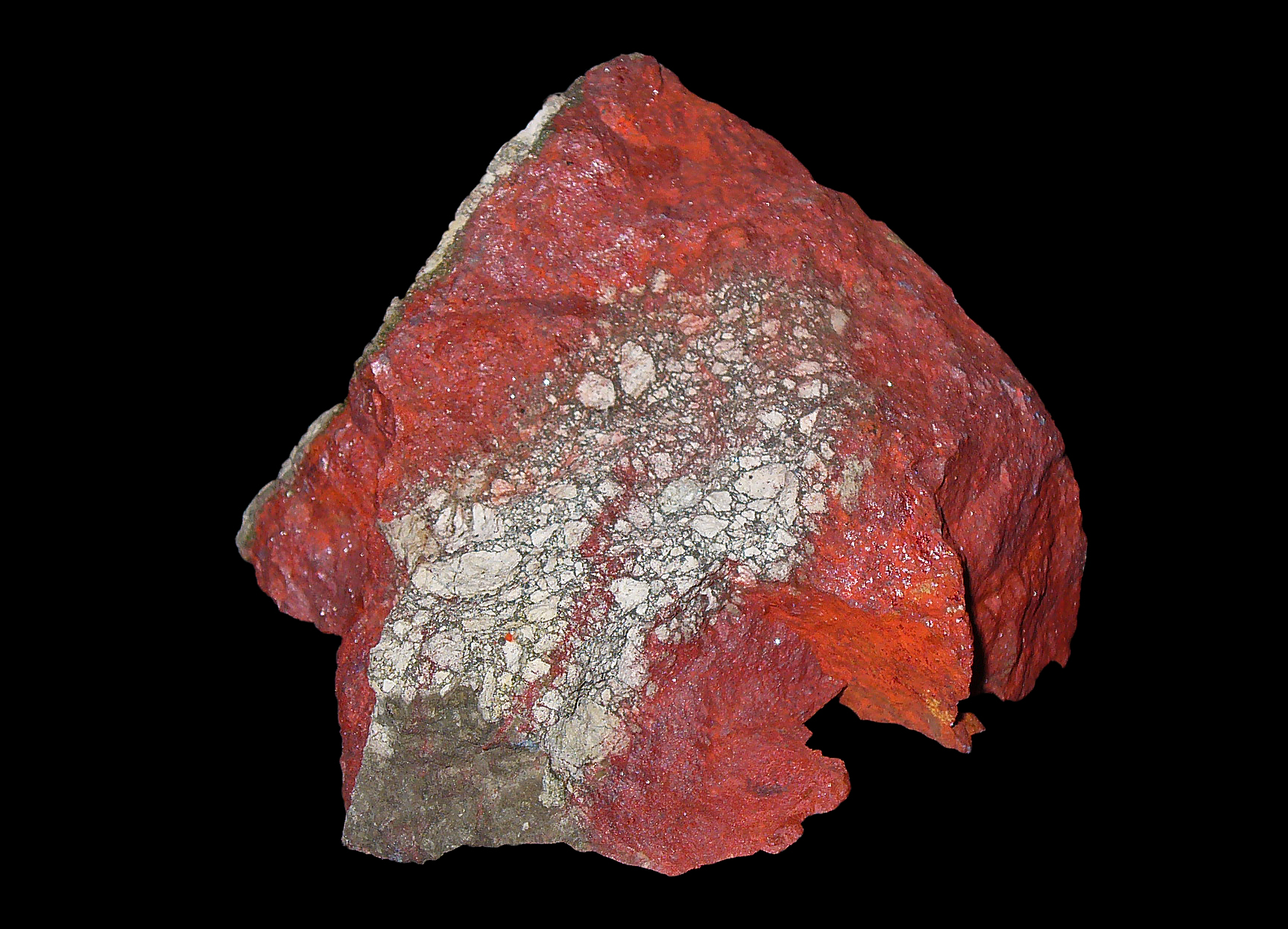
Campione di cinabro, il più importante minerale del mercurio

Questi elementi sono considerati calcofili nella classificazione geochimica di Goldsmith, dato che tendono a presentarsi in natura come solfuri nei loro minerali. Lo zinco è il ventiquattresimo elemento per abbondanza sulla crosta terrestre e viene estratto da vari minerali, soprattutto dalla sfalerite, (Zn,Fe)S. Ogni anno ne vengono prodotte più di 11 milioni di tonnellate. Il cadmio è il sessantacinquesimo elemento per abbondanza sulla crosta terrestre, e viene ricavato come sottoprodotto dell'estrazione dello zinco, dato che la sfalerite contiene normalmente impurezze di solfuro di cadmio. La produzione annua è di circa 18 000 tonnellate, ed è in continuo calo dato il cadmio è sempre meno usato a causa della sua tossicità. Il mercurio è il sessantottesimo elemento per abbondanza sulla crosta terrestre. Esiste anche allo stato nativo, ma viene ricavato principalmente dal minerale cinabro (HgS). Analogamente al cadmio, la produzione di mercurio è in continuo calo a causa della sua tossicità; ogni anno se ne ottengono circa 1000 tonnellate.

## Tossicità e ruolo biologico
Lo zinco non è considerato tossico, e risulta essenziale in tutte le forme di vita. Un corpo umano ne contiene circa 2-3 g, distribuito in centinaia di proteine, soprattutto enzimi e fattori di trascrizione. Se assunto in quantità eccessiva dà però problemi al sistema digestivo. Il cadmio è un elemento tossico che dà accumulo. Non risulta essenziale per nessuna specie vivente. La quantità contenuta in un corpo umano cresce con l'età, a causa dell'inevitabile presenza di tracce di cadmio in alcuni alimenti; a 50 anni è di circa 20 mg. Il cadmio si sostituisce allo zinco negli enzimi, alterandone il funzionamento. Gli organi colpiti più direttamente sono i reni. Anche il mercurio è molto pericoloso e non è essenziale per nessuna specie vivente. Il mercurio è onnipresente nell'ambiente a causa della sua volatilità. La quantità contenuta in un corpo umano è di circa 6 mg. La tossicità del mercurio è molto variabile a seconda della specie effettivamente presente. Una specie particolarmente pericolosa è il metilmercurio. L'avvelenamento da mercurio provoca disordini mentali, estrema timidezza, deficienze al sistema immunitario, tremori, perdita dei denti, problemi di deambulazione.

## Applicazioni
Lo zinco è il quarto metallo più usato al mondo, dopo ferro, alluminio e rame. Per circa il 50% è usato per rivestimenti anticorrosivi (zincatura). Un altro 35% è usato per ottone e altre leghe. L'ossido di zinco (ZnO) è importante per l'industria della gomma e come pigmento bianco. Cadmio e mercurio sono sempre meno utilizzati a causa della loro tossicità. Il cadmio in passato era usato in pigmenti gialli (CdS) e nelle batterie al nichel-cadmio; oggi si usa ancora per proteggere l'acciaio in applicazioni minerarie, aerospaziali e nucleari. Il mercurio era usato in passato per termometri, barometri, per l'estrazione dell'oro, e soprattutto nel processo cloro-soda con il metodo delle celle a mercurio. Viene ancora utilizzato come catalizzatore nell'industria chimica, in apparecchiature elettriche industriali, in alcuni tipi di batterie a bottone, nelle lampade fluorescenti.

## Proprietà degli elementi

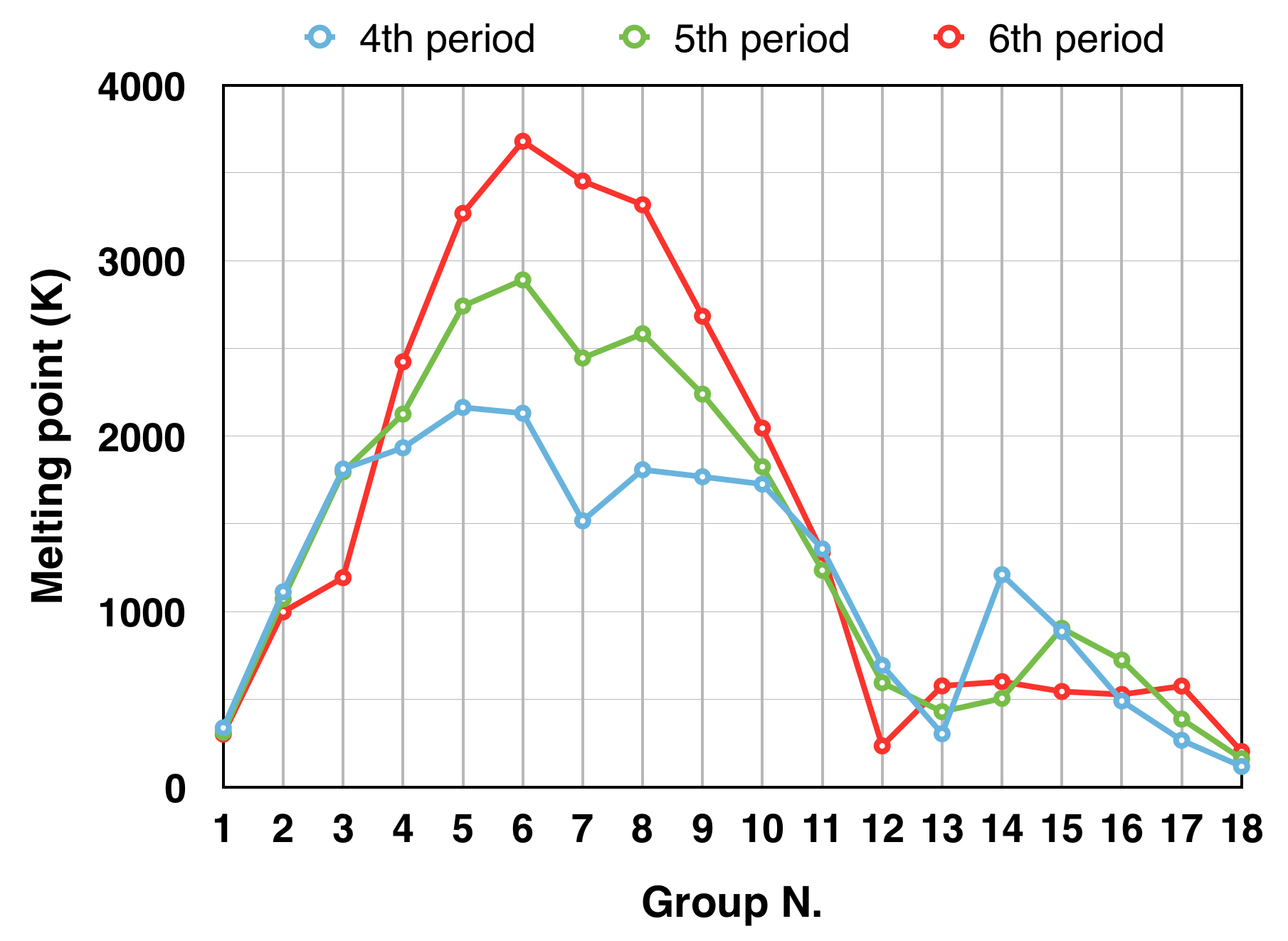
Punti di fusione degli elementi dei periodi 4-6.

Zinco, cadmio e mercurio sono elementi che hanno vari isotopi naturali stabili, e quindi il loro peso atomico non può essere determinato con alta precisione. Sono tutti metalli lucenti, con punti di fusione e di ebollizione molto bassi rispetto agli altri metalli. Nel gruppo 12 gli orbitali d sono pieni e la loro energia si è abbassata in modo tale che gli elettroni sono fortemente legati al nucleo; la forza del legame metallico deriva quindi solo dagli elettroni s esterni. In questa zona della tavola periodica la forza del legame metallico è quindi in una zona di minimo, con il mercurio minimo dei minimi. Il mercurio è infatti l'unico metallo liquido a temperatura ambiente, ed è anche l'unico elemento, oltre ai gas nobili, ad essere monoatomico in fase gassosa. Inoltre ha un'apprezzabile tensione di vapore (evapora facilmente); dato che è tossico, è necessaria cautela nell'utilizzarlo. Le dimensioni di cadmio e mercurio risultano molto simili a causa della contrazione lantanidica.
| Proprietà                                  | Zinco         | Cadmio        | Mercurio           |
| ------------------------------------------ | ------------- | ------------- | ------------------ |
| Peso atomico (u)                           | 65,39         | 112,41        | 200,59             |
| Configurazione elettronica                 | [Ar] 3d10 4s2 | [Kr] 4d10 5s2 | [Xe] 4f14 5d10 6s2 |
| Punto di fusione (°C)                      | 419,5         | 320,8         | −38,9              |
| Punto di ebollizione (°C)                  | 907           | 765           | 357                |
| Densità (g/cm³a 25 °C)                     | 7,14          | 8,65          | 13,53              |
| Raggio metallico (pm)                      | 134           | 151           | 151                |
| Raggio ionico M2+ (pm)                     | 74            | 95            | 102                |
| Energia di prima ionizzazione (kJ·mol−1)   | 906           | 877           | 1007               |
| Energia di seconda ionizzazione (kJ·mol−1) | 1733          | 1631          | 1809               |
| Energia di terza ionizzazione (kJ·mol−1)   | 3831          | 3644          | 3300               |
| Potenziale standard di riduzione M2+/M (V) | –0,76         | –0,40         | +0,85              |
| Elettronegatività (Pauling)                | 1,6           | 1,7           | 1,9                |

## Reattività chimica e andamenti nel gruppo[2][4]
Anche se fanno parte del blocco d, questi elementi non sono elementi di transizione, dato che la configurazione d10 rimane intatta in tutti i loro composti. Infatti secondo la definizione IUPAC un elemento di transizione è un elemento i cui atomi hanno un sottolivello d incompleto, o che può formare cationi con un sottolivello d incompleto.
Chimicamente, zinco e cadmio sono simili, e il mercurio alquanto differente; anche questo fatto li distingue dai tipici metalli di transizione, dove solitamente è il primo elemento di un gruppo a differenziarsi maggiormente dai congeneri più pesanti. Ad esempio, i potenziali di riduzione di zinco e cadmio (–0,76 e –0,40 V rispettivamente) indicano che sono entrambi elettropositivi, mentre il mercurio (+0,85 V per Hg2+/0) è molto più inerte. Per zinco e cadmio è facile rimuovere gli elettroni s2: la somma della prima e seconda energia di ionizzazione è più piccola che nel precedente gruppo 11, giustificando la facilità con cui si raggiunge lo stato di ossidazione +2, stabilizzato dalla configurazione d10. La terza energia di ionizzazione è invece più alta, perché è difficile intaccare la configurazione d10, e quindi non si accede a stati di ossidazione più alti. Nel mercurio le prime due energie di ionizzazione sono più elevate (come accade per l'oro nel gruppo 11), perché il livello 4f14 scherma debolmente gli elettroni esterni; questo fatto, assieme alla piccola energia di idratazione dovuta alle dimensioni elevate del catione Hg(II), fa sì che il potenziale di riduzione sia positivo. Il mercurio, oltre allo stato di ossidazione +2, forma anche lo ione Hg22+, che formalmente contiene Hg(I).
Dato che nei loro composti assumono tipicamente lo stato di ossidazione +2, gli elementi di questo gruppo sono a volte confrontati con quelli del gruppo 2 (i metalli alcalino terrosi), ma al di là di poche analogie il comportamento chimico è molto diverso. La ragione principale è che gli elementi del gruppo 12 al di sotto del livello di valenza hanno un sottolivello d10 piuttosto polarizzabile, mentre i metalli alcalino terrosi hanno il guscio del gas nobile precedente, che è molto più rigido.
Zinco, cadmio e mercurio formano un gran numero di leghe con altri metalli. L'ottone (lega a base di rame e zinco) è noto dall'antichità. Le leghe con il mercurio prendono il nome di amalgami; alcune, come quelle di sodio e zinco, sono utili come riducenti. In alcuni casi sono stati isolati e caratterizzati composti di stechiometria ben definita, tipo Na5Hg8 e Na3Hg. Gli amalgami si formano più facilmente con metalli pesanti; la maggior parte dei metalli della serie 3d sono insolubili in mercurio (gli unici a sciogliersi sono manganese e rame). Per questo motivo il mercurio si può conservare in recipienti di ferro.
Zinco e cadmio anneriscono rapidamente in aria umida e se riscaldati si combinano con ossigeno, zolfo, fosforo e alogeni. Il mercurio si comporta analogamente, ma non reagisce col fosforo. Nessuno dei tre reagisce con idrogeno, carbonio o azoto. Zinco e cadmio si sciolgono in acidi non ossidanti sviluppando idrogeno e formando lo ione divalente. Ad esempio:
Zn + 2HCl  →  Zn2+ + H2 + 2Cl–
Con acidi ossidanti le reazioni sono più complicate; ad esempio con acido nitrico non si forma idrogeno, ma ossidi d'azoto differenti a seconda della concentrazione e della temperatura. Il mercurio non si scioglie in acidi non ossidanti; in acidi ossidanti forma Hg(II). Lo zinco è l'unico elemento del gruppo che mostra un comportamento anfotero, e si scioglie in soluzione basica formando specie del tipo [Zn(OH)4]2– (zincati).
Per quanto riguarda la chimica di coordinazione, zinco e cadmio assomigliano ai metalli di transizione nel formare complessi stabili con leganti che legano con O, N, S, e alogenuri; dal punto di vista della teoria HSAB sono acidi intermedi. Il mercurio, invece, è un acido soft, e preferisce leganti che legano con N, P, S. I composti degli ioni M(II) sono naturalmente diamagnetici dato che non possiedono elettroni spaiati. Lo Zn(II) dà composti incolori; invece molti composti di Cd(II) e Hg(II) sono colorati per la presenza di bande di assorbimento a trasferimento di carica nel visibile. Data la configurazione d10, la teoria del campo cristallino prevede CFSE = 0; di conseguenza la stereochimica dei complessi dipende essenzialmente da fattori sterici. Zn(II) e Cd(II) preferiscono complessi tetraedrici; essendo il Cd(II) di dimensioni maggiori, ha più facilità a formare complessi ottaedrici. Nonostante Hg(II) sia ancora più grande, complessi di Hg(II) ottaedrici sono rari; sono invece comuni complessi tetraedrici e lineari (coordinazione 2).